# 松尾山城
松尾山城（まつおやまじょう）は、岐阜県不破郡関ケ原町松尾の松尾山山頂に築かれた戦国時代の日本の城（山城）。関ケ原の戦いにおいて小早川秀秋が陣を敷いたことでも知られる。関ケ原町指定史跡。

## 構造
関ケ原を含めた東山道を北側に見下ろす位置にある標高293.1メートルの松尾山山頂を中心に東西400メートル、南北250メートルの規模で構築されている。山頂の主郭は城台と呼ばれ、切岸と土塁で周囲を囲われ、北側は帯曲輪と竪堀、南側は枡形虎口、馬出し状の曲輪を備える。馬出し状の曲輪は南側に堀切を有し、その南端には城門があったとみられる。その他に東側に2つ、西側に2つの曲輪があり、西側の曲輪と主郭の間の空堀で侵入した敵を挟撃できるようになっている。

## 歴史
大永年間に近江の武将浅井氏の家臣、堀氏が在城したという。元亀元年（1570年）には浅井長政が江濃国境の押さえの城として家臣の樋口直房を城主とした。樋口直房が調略により織田方に降った後、織田信長の家臣、不破光治が城主になっている。織田信長が近江を攻略した後、不破光治が越前に移されて一旦用いられなくなる。関ケ原の戦いに先立ち街道上の要地として石田三成が大垣城主の伊藤盛正に改修と守備を依頼したが、戦い前日の慶長5年9月14日（1600年10月21日）に小早川秀秋が伊藤盛正を排斥して陣取り、関ケ原の戦いに挑むこととなった。その後は用途が無くなり廃されている。